# 801 (banda)
801 foi uma banda inglesa de rock progressivo formada em 1976.

## História
Em 1976, enquanto o Roxy Music havia terminado temporariamente, o 801 se formou como um projeto temporário. O nome foi retirado na canção "The True Wheel" de Brian Eno, lançada em seu álbum solo Taking Tiger Mountain (By Strategy) (1974). Apresentaram-se em três aclamados concertos em Nortfolk, no Reading Festival e no Queen Elizabeth Hall, este em Londres. O último foi gravado e lançado como 801 Live.
No ano seguinte gravaram e lançaram Listen Now, um álbum de estúdio com músicos colaboradores adicionais, como Tim Finn do Split Enz, mas sem Lloyd Watson. No final do mesmo ano o grupo foi reformado para a promoção do álbum. O concerto realizado na Universidade de Manchester foi lançado como o álbum Complete 801 Live at Manchester University, em 2001.
Em 2006, Phil Manzanera anunciou em seu sítio oficial que 801 Live será relançado como um álbum duplo com algumas pequenas alterações. Entretanto, uma data de lançamento não foi anunciada.

## Integrantes
- Phil Manzanera — guitarra (ex-Roxy Music)
- Brian Eno — teclado, sintetizador, guitarra e vocal (ex-Roxy Music)
- Bill MacCormick — baixo e vocal (ex-Quiet Sun, Matching Mole)
- Francis Monkman — piano e clarinete (ex-Curved Air)
- Simon Phillips — bateria
- Lloyd Watson — guitarra e vocal

## Discografia
- 801 Live' (1976)
- Listen Now (1977)
- Complete 801 Live at Manchester University (2001, gravado em 1977)